# 명보기업
명보기업은 대한민국의 기업이다. 대우버스, 기아자동차, 타타대우상용차, 현대자동차 유니버스에 사용되는 버스용 시트 및 트럭용 시트를 납품 및 시트를 제작하는 회사이며, 한일내장과 경쟁하는 회사이다.